# 飯窪五月
飯窪 五月（いいくぼ めい、1981年5月20日 - ）は東京都出身の元タレント、元グラビアアイドル、元お菓子系アイドル。
「ミルヴィサージュアジャンス」→「キーウエストコーポレーション」→「シャロット」に所属していた。

## 来歴・人物
身長155cm、B86W60H83。血液型A型。
「五月」という名前は、誕生月に因んで付けられた。
お菓子系グラビア雑誌『Cream』で大きな人気を得る。フジテレビ『卵の館』で2期生として優勝し、芸能界デビュー。その後もグラビア雑誌などで大きく活動していた。
趣味は油絵、バレーボール、テニス、スキー、スノーボード、写真、人間ウオッチング、昼寝。そして犬好きであることから、犬の洋服作りも趣味。特技はけん玉。兄が居る。

## 出演作品

### テレビ
- 平成女学園（テレビ東京）
- 愛LOVEジュニア（テレビ東京）[2]
- BEAT GANG（テレビ東京）[6]
- ふぞろいの林檎たちIV（TBS）[2]
- グラビアの美少女（MONDO21）
- アルテミッシュNIGHT（テレビ東京）- 「Qガール」として出演[12]
- エルニーニョ（テレビ埼玉）- レギュラー[10]

### DVD
1. mayself（ベガファクトリー、2000年）
2. CUPID（コムアライアンス、2004年）

### 写真集
1. MAY be...（英知出版、1999年）
2. Graduation 卒業（宙出版、2000年）
3. Feel May 五月を感じて（バウハウス、2000年）
4. Touch May 五月の温もり（バウハウス、2001年）
5. ナイショだよ（彩文館出版、2002年）
6. May i ～キスシテハヤク～（バウハウス、2002年）

### デジタル写真集
1. SUNSHINE（メタルボックス、2001年）
2. 秘蔵 飯窪五月（メタルボックス、2001年）
3. ファイナルショット（メタルボックス、2001年）
4. Feel＆Touch May（メタルボックス、2002年）
5. Touch May Plus 1（メタルボックス、2002年）
6. Touch May Plus 2（メタルボックス、2002年）
7. IN THE BED]（メタルボックス、2002年）

## 主な掲載
- ヤングチャンピオン（2000年6月13日号）- 巻頭グラビア
- 純情エンジェル（蒼竜社　1998年8月号、10周年号）- 表紙
- みこすり半劇場 巨乳ちゃん（ぶんか社　1999年7月号）- 表紙、巻頭グラビア
他